# Animália Park
Animália Park é um parque de diversões, bio-parque e área de preservação ambiental localizado na região metropolitana de São Paulo no município de Cotia, a 45km da cidade de São Paulo. O empreendimento foi criado por Anael Fahel, proprietário do Grupo Expoaqua, distribuído numa área total de cerca de 350.000 m². 

## Educação Ambiental e Preservação
O Animália Park tem como foco a Educação para a Conservação, acreditando que a educação é fundamental para despertar a consciência ambiental e promover a preservação da biodiversidade. O parque busca proporcionar uma experiência única aos visitantes, combinando lazer de qualidade com ações educativas que incentivam a reconexão com a natureza. Os recintos são projetados para simular os habitats naturais das espécies, permitindo uma exploração interativa de diversas regiões continentais e suas características zoológicas, geológicas, botânicas e culturais. Com áreas de imersão e uma fazendinha, os visitantes podem interagir de perto com os animais, tornando a visita memorável. Equipes de educadores estão presentes para orientar e realizar atividades educativas ao longo do dia, complementadas por placas informativas sobre as espécies, promovendo a reflexão sobre a responsabilidade ambiental de cada indivíduo.

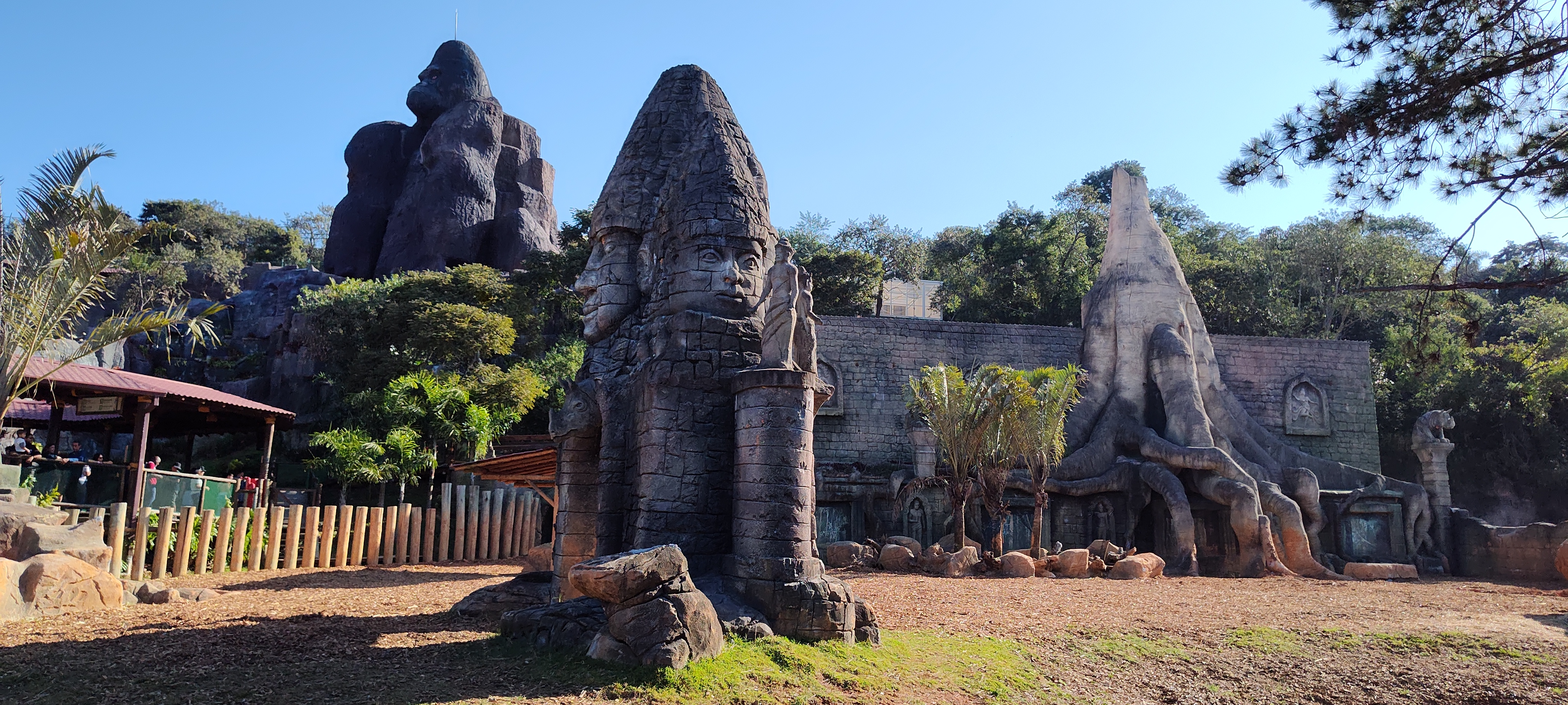
Zoo - Animália Park

## Atrações e estrutura
As atrações e estrutura são divididas em três áreas principais:

### Animália Reserva
O Animália Reserva é uma área do parque dedicada à conservação e proteção animal e ambiental, ocupando mais de 220 mil m². O passeio no Animalia Reserva é dividido em áreas que representam os continentes Africano, Americano, Asiático, Oceania, além de um enorme aviário (Animália Forest) e a Fazendinha Animália. O espaço integra programas nacionais e internacionais voltados à preservação de espécies, com foco em práticas modernas de conservação. Com uma população de cerca de 1.200 animais de 170 espécies, o Animália Reserva busca oferecer um ambiente que simula de forma fiel os habitats naturais das espécies, promovendo a conscientização ambiental entre os visitantes. A localização do parque em uma área de Mata Atlântica influenciou o projeto, que incluiu a recuperação de mais de 90 mil m² de mata nativa. A equipe técnica realizou a recomposição florestal com espécies nativas e genéticas da região, e a área recuperada é atualmente monitorada para acompanhar o desenvolvimento da fauna e flora. Além de ser uma área de proteção, o Animália Reserva oferece aos visitantes a oportunidade de conhecer mais sobre a biodiversidade e os desafios da conservação ambiental, combinando educação e lazer de forma inovadora e interativa.

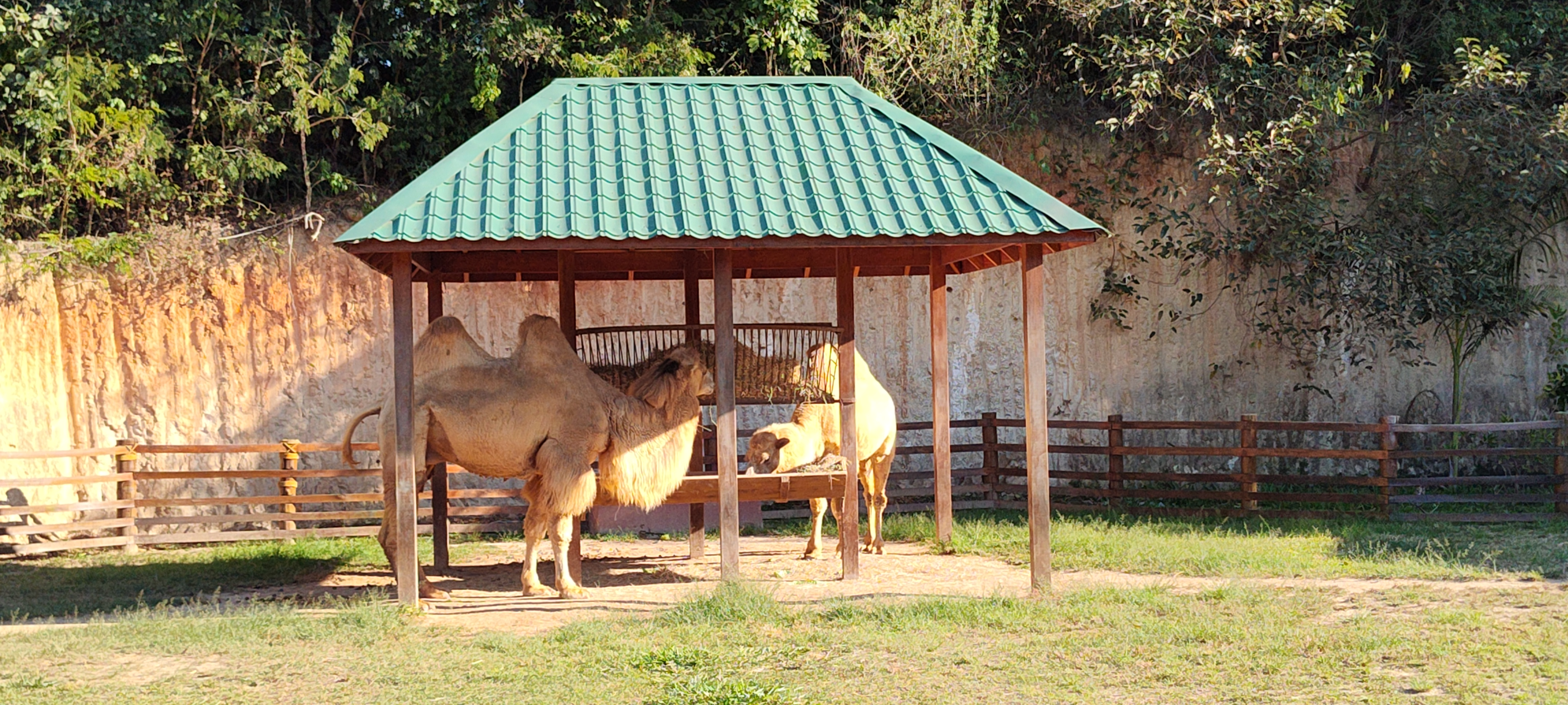
Camelo - Animália Park

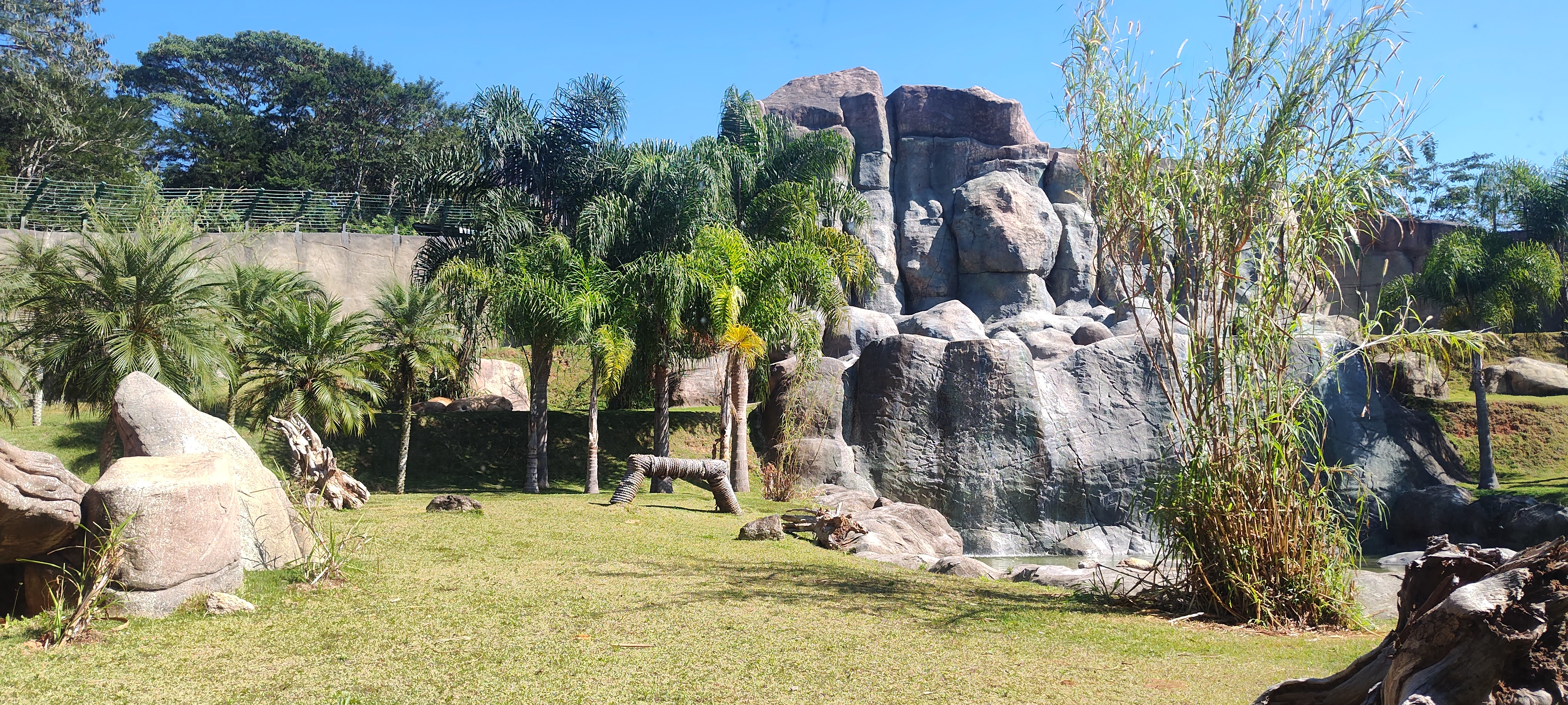
Animália Park

### Animália Diversão
O Animália Diversão é uma mega estrutura de diversão com 17 atrações indoor e 7 atrações ao ar livre em uma área com mais de 10 mil metros quadrados, atendendo tanto o público infantil quanto adulto.

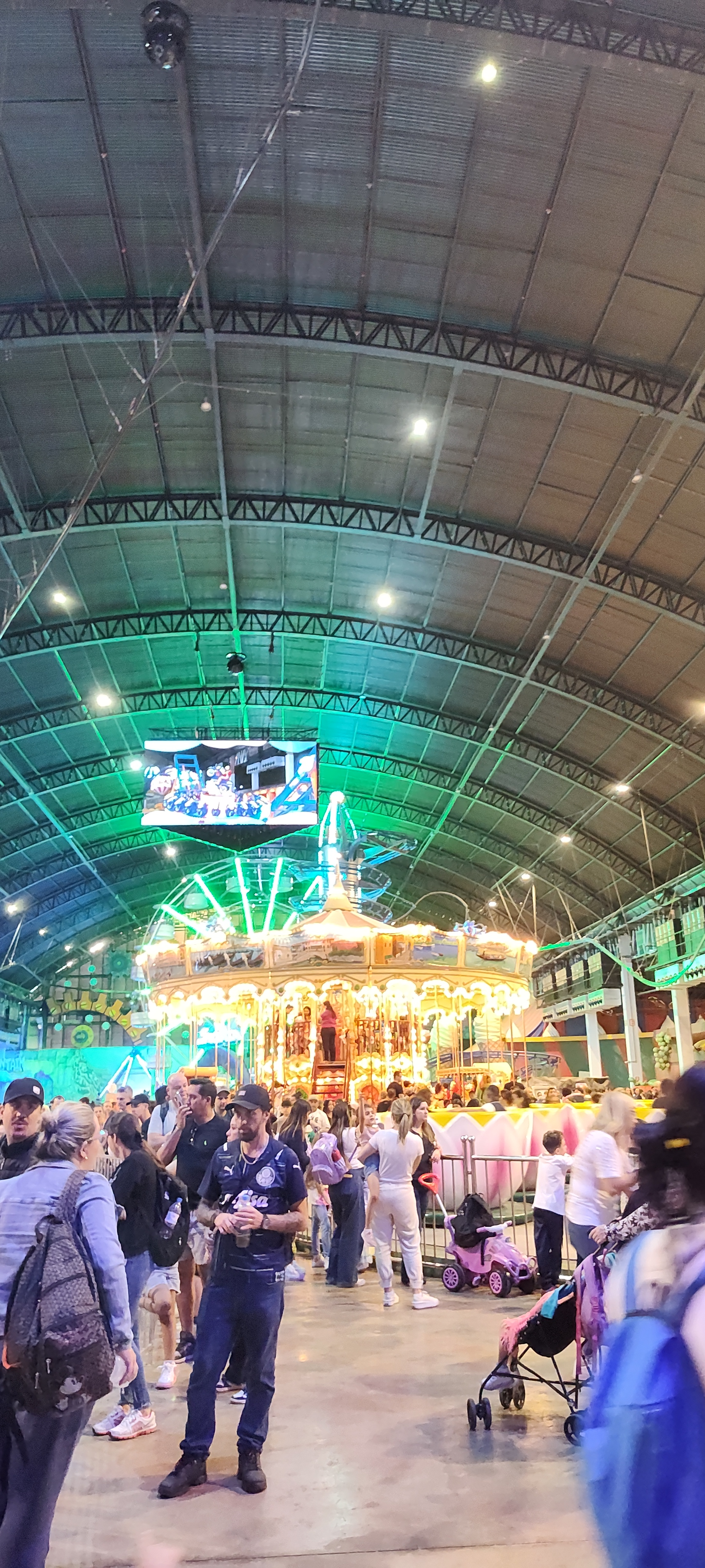
Parque de Diversão indoor

Atrações:
- Animália Circles
- Balão Mexicano
- Bear Mountain
- Bella Giostra
- Big Choque
- Eagle Flight
- Forte Apache
- Giraffe Cool
- Joe Cavera
- Kanguroo Joy
- Kite Dragon
- Monkey Happy
- Moto GP
- Mundo Doce
- Rise of Rome
- Space Moon
- Vitória Régia

### Vila Animália
Na Vila Animália, o parque oferece diversas opções gastronômicas e de compras em um ambiente temático com vista para a savana.
Estrutura disponível para os visitantes:
- Hamburgueria
- Bar e Restaurante
- Cafeteria
- Sorveteria
- Massas
- Lojas de Souvenirs
- Loja de Vinho